# Sóc chuột (phân họ Sóc đất)
Sóc chuột (tiếng Anh: chipmunk) là những loài gặm nhấm nhỏ có sọc trên lưng của Họ Sóc. Sóc chuột được tìm thấy ở Bắc Mỹ, ngoại trừ sóc chuột Siberia chủ yếu được tìm thấy ở châu Á.

## Các chi
Sóc chuột có thể được phân loại như một chi đơn Tamias hay ba chi: Tamias, gồm sóc chuột phương Đông là loài còn tồn tại duy nhất; Eutamias, gồm sóc chuột Siberia là loài còn tồn tại duy nhất và Neotamias, gồm 23 loài còn lại, chủ yếu ở phía tây Bắc Mỹ.
Chi Eutamias
- Eutamias sibiricus: Sóc chuột Siberia

Chi Tamias
- Tamias striatus: Sóc chuột phương Đông
- †Tamias aristus

Chi Neotamias
- Neotamias alpinus: Sóc chuột Alpine
- Neotamias amoenus
- Neotamias bulleri: Sóc chuột Buller
- Neotamias canipes: Sóc chuột chân xám
- Neotamias cinereicollis: Sóc chuột cổ xám
- Neotamias dorsalis
- Neotamias durangae: Sóc chuột Durango
- Neotamias merriami: Sóc chuột Merriam
- Neotamias minimus
- Neotamias obscurus: Sóc chuột California
- Neotamias ochrogenys
- Neotamias palmeri: Sóc chuột Palmer
- Neotamias panamintinus
- Neotamias quadrimaculatus: Sóc chuột tai dài
- Neotamias quadrivittatus: Sóc chuột Colorado
- Neotamias ruficaudus: Sóc chuột đuôi đỏ
- Neotamias rufus: Sóc chuột Hopi
- Neotamias senex: Sóc chuột Allen
- Neotamias siskiyou: Sóc chuột Siskiyou
- Neotamias sonomae: Sóc chuột Sonoma
- Neotamias speciosus: Sóc chuột Lodgepole
- Neotamias townsendii: Sóc chuột Townsend
- Neotamias umbrinus: Sóc chuột Uinta

## Thức ăn
Sóc chuột là loại ăn tạp. Các thứ nó ăn bao gồm hạt, đậu, trái cây, trứng chim, cóc nhỏ, nấm, giun, côn trùng và đôi khi những con vật nhỏ như chuột mới sinh hay chim mới nở. Đầu mùa thu, sóc chuột bắt đầu dự trữ thức ăn trong hang của chúng để dành ăn trong mùa đông. Một vài loài khác lại cất giấu thức ăn vào nhiều chỗ khác nhau. Thường thường chúng sống trong ổ cho đến mùa xuân. Chúng có thể phùng miệng ra và dùng má như là túi đựng thức ăn để đem về tổ.

## Sinh thái và đời sống
Sóc chuột ở Bắc Mỹ giao phối vào đầu mùa xuân và đầu mùa hè, mỗi lần sinh ra khoảng 4 hay 5 sóc con, 2 lần trong một năm. Sóc ở á châu chỉ sinh 1 lần mỗi năm. Sóc con chui ra khỏi tổ sau khoảng 6 tuần và khoảng 8 tuần thì chúng tự đi sống độc lập.
Sóc chuột có chức năng quan trọng trong sinh thái học. Chúng rải hạt của các cây và rải phấn từ những nấm mà chúng ăn, do dó giúp cho cây và nấm sinh sôi thêm.
Sóc chuột xây dựng những chiếc tổ to lớn có thể dài hơn 3,5 m và có nhiều lối đi vào được giấu kín. Chỗ ngủ được giữ rất sạch sẽ. Chúng là con mồi cho những loài hữu nhũ và chim ăn thịt khác. Trong vài trường hợp chúng lại tấn công những ổ chim để cướp trứng.
Chúng thường thọ khoảng 3 năm, tuy nhiên đã có con sống khoảng 9 năm khi bị giam cầm.
Khi bị giam cầm, chúng ngủ 15 giờ một ngày.

## Hình ảnh

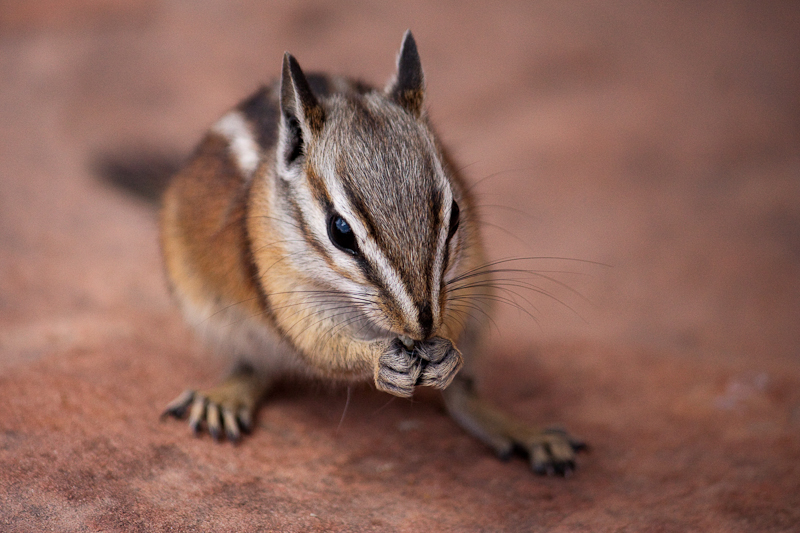
Sóc chuột ở phía bắc Wisconsin, Mỹ
- Sóc chuột phía tây ở Zion National Park, Utah, Mỹ
- Sóc chuột phía tây ở Capitol Reef National Park, Utah, Mỹ (39 giây)
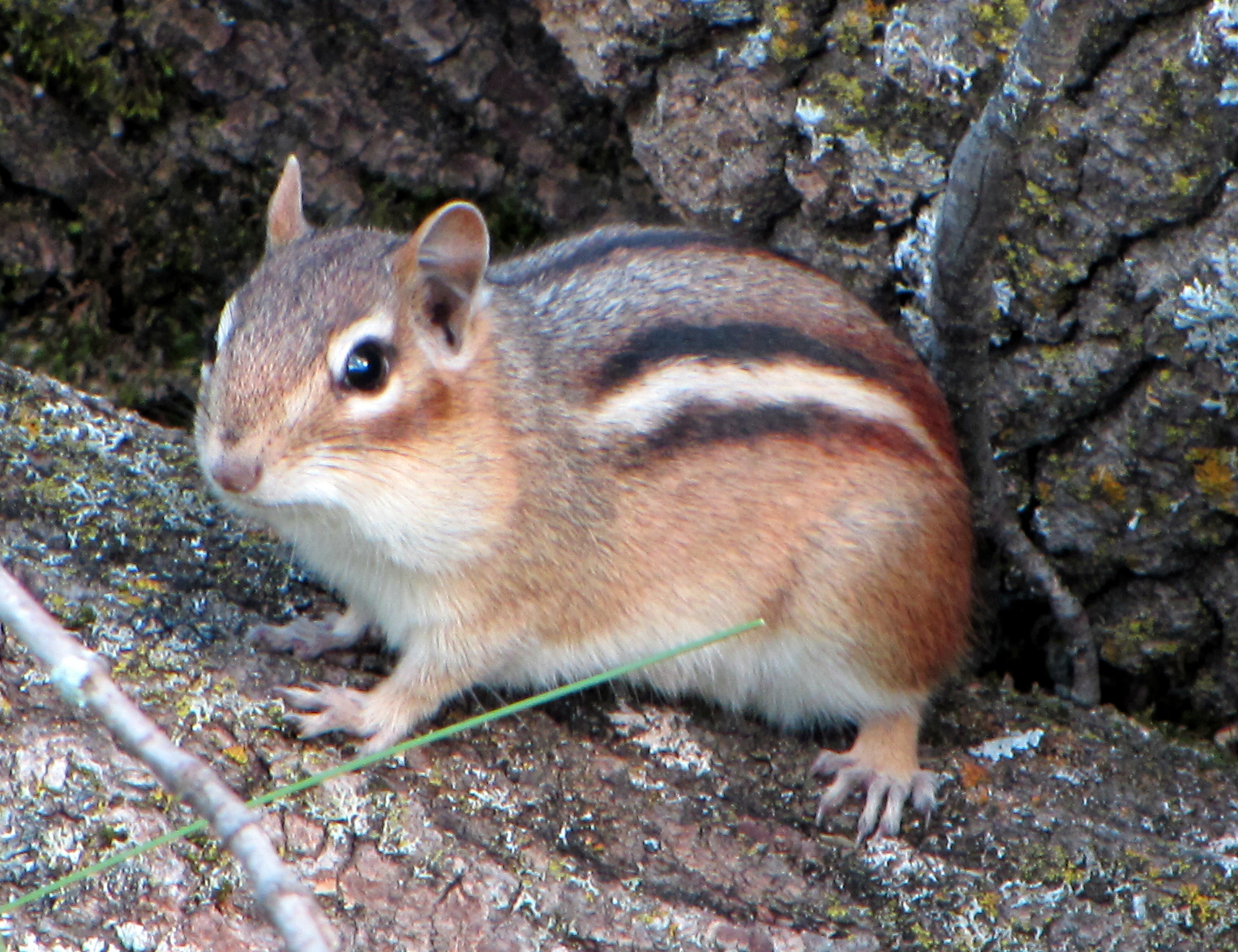
Sóc chuột phía đông (Tamias striatus), Quebec, Canada
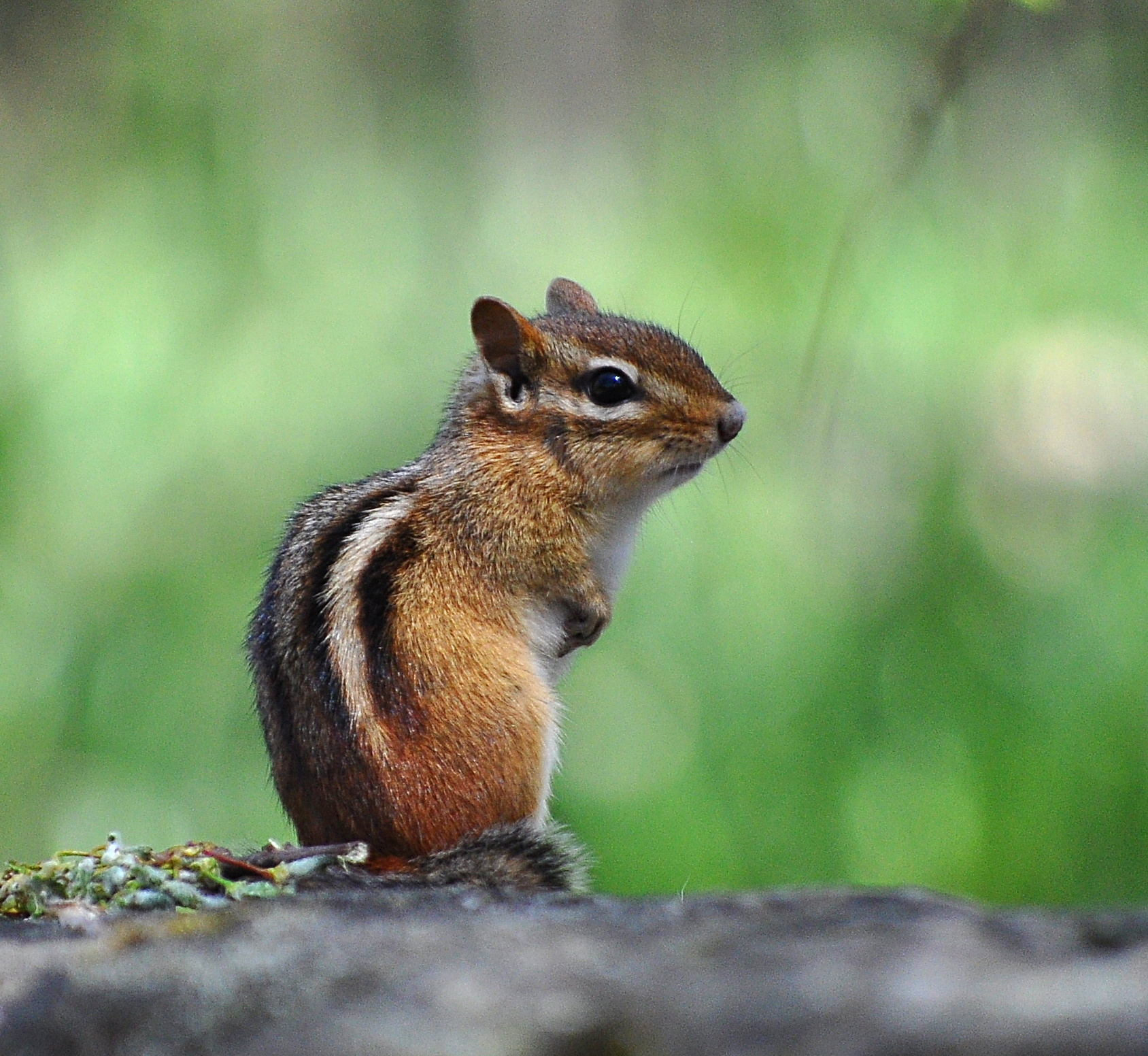
Sóc chuột phía đông ở Erindale Park, Mississauga, Ontario, Canada